# Tsimkavitjy
Tsimkavitjy (belarusiska: Цімкавічы) är en agropolis i Belarus. Den ligger i voblasten Minsks voblast, i den centrala delen av landet, 100 km söder om huvudstaden Minsk. Tsimkavitjy ligger 171 meter över havet och antalet invånare är 1 299.

## Natur
Terrängen runt Tsimkavitjy är platt. Trakten är glest befolkad. Närmaste större samhälle är Kapyl, 11,5 km nordost om Tsimkavitjy.